# Ferenc Kemény

Ferenc Kemény (Zrenjanin, 17 de julio de 1860-Budapest, 21 de noviembre de 1944) fue un educador y humanista húngaro. Fue uno de los miembros fundadores del Comité Olímpico Internacional.

## Biografía
Tras sus estudios en Budapest y Stuttgart, donde obtuvo la titulación de profesor de matemáticas y física, Kemény se trasladó a París en 1884 para asistir a clases en el Collège de France y en la Sorbona, sobre todo para profundizar en la lengua francesa. Mientras estudiaba en la Sorbona, entabló amistad con Pierre de Coubertin, con quien compartió su visión de la importancia educativa del olimpismo. Durante su estancia como profesor en las provincias húngaras, Kemény obtuvo diplomas de alemán y francés. En 1890 aceptó un puesto de profesor en Eger, donde posteriormente fue nombrado subdirector. En 1894 recibió una invitación de Coubertin para un congreso en la Sorbona, al que no pudo asistir, pero cuando se fundó el Comité Olímpico Internacional el 16 de junio de 1894, los miembros presentes le eligieron por unanimidad como miembro. En 1895 contribuyó a la creación del Comité Olímpico Húngaro, del que fue Secretario General hasta su dimisión en 1907 al mismo tiempo que dimitía del COI a causa de ataques personales por parte de funcionarios húngaros consideraron que no tenía el estatus social adecuado para representar al país. Tras dejar el COI estudió pedagogía y en 1934 fue coeditor de The Encyclopedia of Pedagogy.
Falleció durante la Segunda Guerra Mundial de forma que no se conoce con detalle, aunque su hijo confirmó posteriormente que tanto él como su madre se suicidaron para escapar de «los horrores de la guerra». Kemény fue nominado sin éxito por el emperador Francisco José I de Austria para el Premio Nobel de la Paz de 1908, 1913 y 1914. Fue una figura destacada de la historia de la pedagogía y la historia del deporte que ha obtenido reconocimiento sobre todo por sus trabajos teóricos y publicaciones. En 1980 se construyó en Eger un pabellón deportivo que lleva su nombre y una estatua en su honor.